# Fortaleza de Ehrenbreitstein
La fortaleza de Ehrenbreitstein (en alemán: Festung Ehrenbreitstein) es una fortaleza construida en el siglo XVI que se encuentra en la desembocadura del río Mosela en la orilla opuesta a Coblenza.
El edificio barroco, construido a partir de un castillo procedente del año 1000, fue residencia temporal de los barones electores de Tréveris. Fue ocupada por Francia el 5 de octubre de 1632, hasta que fue recuperada por las tropas imperiales el 27 de junio de 1637. En 1650 fue devuelta al Electorado. En 1801 fue desmantelada por las tropas francesas. Entre 1817 y 1826 fue reconstruida bajo la dirección del ingeniero prusiano Carl Schnitzler. Era parte de un sistema militar de fuertes de la ciudad de Coblenza, llamado “Festung Koblenz”. Fue empleado por el ejército prusiano hasta 1918 para proteger el Valle Superior del Medio Rin.
Hoy en día es propiedad del estado federado alemán de Renania-Palatinado y alberga el Museo estatal de Coblenza, el albergue juvenil de Coblenza, el Monumento al Ejército y varias dependencias administrativas. En 2002 obtuvo la consideración de formar parte Patrimonio de la Humanidad de la Unesco del «Valle Superior del Medio Rin».